# Chaos Walking (film)
Chaos Walking è un film del 2021 diretto da Doug Liman.
La pellicola, con protagonisti Daisy Ridley e Tom Holland e ambientata in un futuro distopico, è l'adattamento cinematografico del romanzo del 2008 Chaos - La fuga (The Knife of Never Letting Go), primo capitolo della trilogia Chaos Walking, scritta da Patrick Ness, coautore della sceneggiatura del film.

## Trama
Nel 2257 d.C. i coloni maschi del pianeta Nuovo Mondo sono affetti da una condizione chiamata Rumore, il quale manifesta in modo visivo e uditivo i pensieri che una persona sta provando. I coloni furono coinvolti in un'aspra guerra con la specie umanoide nativa del posto chiamata Spackle, una guerra che apparentemente uccise tutte le donne colone mentre metà degli uomini sopravvisse.
Todd Hewitt, un ragazzo che non riesce a controllare il proprio Rumore, vive a Prentisstown con i suoi padri adottivi, Ben Moore e Cillian Boyd, insieme ad altri residenti tra cui il predicatore Aaron, il sindaco della città David Prentiss e suo figlio Davy. Prentiss ha imparato a controllare il suo Rumore, rendendo i suoi pensieri difficili da vedere e sentire. Un'astronave che ha perso il contatto con la Prima Colonia si avvicina al Nuovo Mondo e una nave da ricognizione viene inviata per indagare, ma si schianta. Un giorno, mentre Todd sta lavorando, insegue quello che sembra un ladro dei loro rifornimenti, giungendo così al luogo dove l'astronave è precipitata.
Todd torna in città e, nonostante cerchi di zittire i suoi pensieri, gli altri uomini vengono a sapere della navicella; si dirigono sulla scena dell'incidente per indagare e rubare alcune parti della nave, ma non trovano sopravvissuti. Mentre Todd è solo incontra la giovane Viola Eade, unica sopravvissuta alla collisione, e rimane scioccato in quanto non ha mai visto una ragazza prima, scoprendo anche di non riuscire a sentire i suoi pensieri. Gli uomini di Prentisstown catturano Viola e la portano dal malvagio e corrotto sindaco per interrogarla e spiegarle cos'è accaduto sul pianeta. Davy viene lasciato a sorvegliare temporaneamente la ragazza ma, maneggiando uno dei suoi dispositivi tecnologici, crea abbastanza caos da permetterle per errore di fuggire.
Viola scopre dal Rumore di Prentiss che l'uomo intende lasciarla contattare l'astronave madre della sua colonia, intercettare lo sbarco e uccidere i membri dell'equipaggio mentre sono immersi nel sonno criogenico per rubare varie parti dell'astronave. La ragazza si nasconde nel fienile della famiglia di Todd e viene trovata da quest'ultimo. Ben riferisce al figliastro che deve portare Viola ad un altro insediamento chiamato Farbranch, dove sarà al sicuro.
Prentiss e i suoi uomini arrivano alla fattoria, chiedendo di Viola ritenendola una spia. La ragazza scappa su una motocicletta seguita da Todd su un cavallo, mentre Davy uccide Cillian e Ben è costretto ad unirsi a Prentiss. Todd raggiunge Viola e partono insieme verso Farbranch con Machee, il cane di Todd. Durante il viaggio Viola rivela di provenire da una grande nave coloniale che trasporta oltre 4.000 passeggeri e che i suoi genitori sono morti durante il viaggio di 64 anni dalla Terra al Nuovo Mondo. Quando incontrano uno Spackle, Todd cerca di ucciderlo per difendersi, ma Viola lo ferma in quanto la creatura non sembra pericolosa. Giungono poi all'insediamento, abitato da uomini, donne e bambini, alcuni dei quali sono ostili a Todd perché proviene da Prentisstown.
Todd scopre un diario appartenente a sua madre, che non può decifrare in quanto è analfabeta; Viola glielo legge e i due vengono così a sapere che le donne di Prentisstown non sono state uccise dagli alieni nativi, ma da Prentiss e dagli altri uomini della città: questi ultimi infatti erano impazziti con il Rumore, non riuscendo a sapere quello che pensavano le donne. Todd si infuria, capendo che tutto quello che gli è stato raccontato era una bugia. Prentiss e i suoi uomini giungono sul posto per recuperare Viola, usando Ben come mezzo per convincere Todd. L'uomo si schiera con il figliastro, usando il suo Rumore per creare un'illusione e trarre in inganno Prentiss mentre Todd e Viola scappano. I due ragazzi sono inseguiti anche da Aaron, il quale è follemente convinto che Viola vada uccisa ritenendo che l'assenza di Rumore sia indice della mancanza di un'anima; dopo che l'uomo fallisce nel raggiungerli, uccide Manchee facendo aumentare la rabbia di Todd.
Il giorno successivo, Viola e Todd arrivano ai resti della prima nave di coloni. Entrano e cercano di inviare un segnale all'astronave madre ma, essendo l'antenna danneggiata, Todd cerca di ripararla. Prentiss giunge con i suoi uomini e minaccia di morte Ben, costringendo Todd ad arrendersi. Aaron raggiunge Viola e cerca di ucciderla, ma lei lo brucia vivo con uno dei suoi dispositivi. Prentiss spara a Ben, che prima di morire consegna di nascosto al figliastro un pugnale; il sindaco poi affronta Todd, ingannandolo con le sue illusioni, finché il ragazzo reagisce riuscendo a manipolare il proprio Rumore per far apparire sua madre e le altre donne uccise da Prentiss, le quali aggrediscono verbalmente Prentiss; l'uomo viene poi attaccato e apparentemente ucciso da Viola. L'astronave madre appare in cielo, portando Davy e i restanti uomini di Prentiss alla fuga.
Qualche giorno dopo, Todd si risveglia nell'astronave madre guarito dalle sue ferite e viene accolto da Viola, che lo porta a incontrarsi con gli altri coloni.

## Produzione
Il film ha avuto una produzione travagliata.
Nell'ottobre 2011 la LionsGate acquista i diritti della trilogia letteraria Chaos Walking.

### Regia
Inizialmente per la regia viene considerato Robert Zemeckis ma il 10 giugno 2016 viene scelto Doug Liman.

### Sceneggiatura
La prima sceneggiatura del film è stata scritta nel 2016 da Charlie Kaufman, e successivamente viene revisionata da Jamie Linden, Lindsey Beer, Gary Spinelli, John Lee Hancock, Christopher Ford e lo stesso Patrick Ness.
Nel settembre 2020, Ness e Ford ottengono gli accrediti finali sulla sceneggiatura.

### Riprese
Le riprese del film, iniziate il 7 agosto 2017 a Montréal e proseguite in Scozia e Islanda, sono terminate nel novembre 2017.
Nell'aprile 2018, dopo i primi test screening negativi, la produzione ha fissato delle riprese aggiuntive tra la fine del 2018 e l'inizio del 2019; a causa degli impegni sui set, di Star Wars - L'ascesa di Skywalker per Daisy Ridley e Spider-Man: Far from Home per Tom Holland, le riprese aggiuntive vengono effettuate ad Atlanta nel maggio 2019, e vengono dirette da Fede Álvarez.
Il budget del film è stato di 100 milioni di dollari, dei quali 15 spesi per le riprese aggiuntive.

## Promozione
Il primo teaser trailer del film è stato diffuso, in esclusiva da IGN, il 17 novembre 2020, mentre il trailer esteso il 19 novembre seguente.

## Distribuzione
Il film, inizialmente fissato al 1º marzo 2019, poi per il 22 gennaio 2021, è stato distribuito nelle sale cinematografiche statunitensi a partire dal 5 marzo 2021, mentre in Italia e in altri Paesi dall'8 giugno su Prime Video.